# Рунолист
Рунолист (лат. Leontopodium nivale) је веома ретка и заштићена биљка у читавој Европи. Може се наћи само на веома неприступачним и високим деловима планина (од око 2000 до око 2900 метара надморске висине), каменитим, планинским литицама па је њено брање често доводило до страдања планинара. У Србији се може наћи само на Копаонику, Тари и Мучњу. У Босни и Херцеговини се може наћи на Динари око врха Троглав, на Шатору и на Клековачи.
Припада фамилији главочика (лат. Asteraceae) са врло уочљивом и карактеристичном цвасти која је главно обележје ове биљке. Цваст изгледом подсећа на лављу шапу па отуда и име биљке (грч. leon = лав и грч. podion = ножица).